# Christian Friedrich Rudolph Rüder
Christian Friedrich Rudolph Rüder (* 25. Dezember 1809 in Dedesdorf; † 16. Januar 1890 in Leipzig) war ein deutscher Advokat, Redakteur, Schriftsteller und Polizeidirektor.

## Leben
Rudolph Rüder war der Sohn des oldenburgischen Kammer-Assessors und Subseniors des säkularisierten Kollegiatstiftes zu Eutin, Friedrich August Rüder. Der Vater siedelte erst 1821 nach Leipzig über, damals ein bekannter Schriftsteller über Landwirtschaft.
Nach dem Besuch der Thomasschule in Leipzig studierte Rüder Rechtswissenschaften in Leipzig und Jena. Während seines Studiums wurde er 1830 Mitglied der Alten Leipziger Burschenschaft. 1837 erwarb er sich in Jena den akademischen Grad des Doktors der Rechte (Dr. iur.). Am 14. Mai 1839 heiratete er die "Marie" Elisabeth Tittmann in Leipzig, sie hatten neun Kinder. Ab 1840 war er Leipziger Bürger und ließ sich hier als Advokat nieder.
Am 1. April 1848 übernahm Rudolph Rüder als Redakteur zusammen mit Robert Blum, Carl Eduard Cramer, J. Georg Günther die Sächsischen Vaterlands-Blätter.
Mehrere Jahre hindurch war er Mitglied des Bertling’schen Vaterlandsvereins und dadurch empfohlen kam er in das Stadtverordnetenkollegium. Im Jahre 1849 war er Vizevorsteher dieses Kollegiums und wurde im November desselben Jahres zum Stadtrat gewählt.
Ab dem 20. April 1867 bekleidete er das Amt des Polizeidirektors. Auf seiner Feier zum fünfundzwanzigjährigen Amtsjubiläum 1874 errichteten der Rat und die Stadtverordneten „in Anerkennung seiner Verdienste um das öffentliche Wesen“ eine den Namen des Jubilars tragende Stiftung, deren Zinsen zur Unterstützung der Schutzmannschaft und ihrer Angehörigen bestimmt waren.
Ende November 1881 zog sich Rüder in den Ruhestand zurück, den er über acht Jahre lang genoss. Am 16. Januar 1890 starb er mit 81 Jahren in seiner Villa in der Braustraße und wurde auf dem hiesigen Neuen Johannisfriedhof beerdigt.